# L'Esprit du sport
L'Esprit du sport est une émission de télévision consacrée aux grands moments du sport diffusée sur La Cinquième et présentée par Cyril Viguier. Cette émission a débuté en 1995 et s'est terminée le 23 mars 1997.